# Tachytrechus beckeri
Tachytrechus beckeri är en tvåvingeart som först beskrevs av Octave Parent 1931.  Tachytrechus beckeri ingår i släktet Tachytrechus och familjen styltflugor.
Artens utbredningsområde är Peru. Inga underarter finns listade i Catalogue of Life.